# Сапаров, Айдарбек Сейпеллович
Айдарбек Сейпеллович Сапаров (каз. Айдарбек Сейпілұлы Сапаров; род. 12 июня 1966, с. Красное, Булаевский район, Северо-Казахстанская область) — казахстанский государственный деятель, министр сельского хозяйства Казахстана с 4 сентября 2023 года, аким Северо-Казахстанской области (2022—2023).

## Биография
Айдарбек Сапаров родился 12 июня 1966 года в селе Красном Булаевского района Северо-Казахстанской области.

### Образование
В 1984 году окончил бухгалтерскую школу. Получил образование в учебных заведениях:
- Омский сельскохозяйственный институт (1992), специальность «Зооинженер»;
- Северо-Казахстанский государственный университет им. М. Козыбаева (2006), специальность «Бакалавр государственного управления».

### Трудовая деятельность
Начал трудовой путь бухгалтером совхоза в 1985 году.
Работал зоотехником-реализатором, коммерческим директором совхоза (1992—1995), директором, генеральным директором ТОО «Ногайбай» (1995—2003), заместителем, первым заместителем директора Северо-Казахстанского областного представительства АО «Продкорпорация» (2003—2005).
В марте—ноябре 2006 года занимал должность начальника Северо-Казахстанского областного территориального управления (инспекции) Министерства сельского хозяйства РК.
С ноября 2006 по март 2008 года — аким района Шал акына Северо-Казахстанской области, с марта 2008 по апрель 2010 года — аким района Магжана Жумабаева Северо-Казахстанской области.
Занимал должности заместителя акима Северо-Казахстанской области (октябрь 2010 — сентябрь 2011), первого заместителя акима Северо-Казахстанской области (сентябрь 2011 — март 2019).
С 18 марта 2019 по 1 декабря 2022 года занимал должность первого вице-министра сельского хозяйства Республики Казахстан.
С 1 декабря 2022 по 4 сентября 2023 года — аким Северо-Казахстанской области.
С 4 сентября 2023 года — министр сельского хозяйства Казахстана. 6 февраля 2024 года переназначен.

## Награды
Награждён орденом «Курмет» (2008).

## Семья
Женат на Ботагоз Сапаровой, имеет троих детей.